# The Monkey Goes West
Pour plus de détails, voir Fiche technique et Distribution.
The Monkey Goes West (西遊記, Xīyóu jì) est un film hongkongais réalisé par Ho Meng-hua et sorti en 1966. Il est considéré comme un classique. Il s'agit d'une adaptation du roman La Pérégrination vers l'Ouest ; décrivant les débuts du roman, il sera suivi de trois épisodes.
À sa sortie en Corée-du-Sud, il a été présenté frauduleusement comme une coproduction coréano-hongkongaise afin de satisfaire aux quotas légaux en vigueur dans la partie occupée de la péninsule.

## Histoire
Le moine Tang est envoyé vers l'Occident (c'est-à-dire l'Inde) par la bodhisattva Guanyin afin d'en ramener des manuscrits et de propager le bouddhisme en extrême-orient. Son chemin est cependant semé d'embûches, une multitude de démons et de créatures plus ou moins malfaisantes et surnaturelles cherchant à le capturer pour le manger, sa viande étant réputée sur les plans gastronomique et magique. Heureusement pour lui et pour la propagation du bouddhisme en extrême-orient, il va rencontrer successivement une série d'êtres surnaturels délinquants ou en rupture de ban auxquels Guanyin, conformément à sa qualification de « bodhisattva de la compassion », a laissé une chance de racheter leurs fautes en se joignant à l'expédition en tant qu'agent de sécurité ou porteur de bagages. 
Tang va ainsi être rejoint par Sun Wukong, un singe surpuissant incarcéré à la suite d'esclandres répétées au palais du ciel ; Zhu Bajie, un ex-officier de marine lubrique et glouton transformé en porc ; le Troisième Fils du Roi-Dragon, qui sera chevauché par Tang pour le reste du voyage ; Sha Wujing, un ex-militaire licencié pour faute professionnelle.

## Fiche technique
- Titre original : 西遊記, Xīyóu jì
- Titre international : The Monkey Goes West
- Réalisation : Ho Meng-hua
- Scénario : Cheng Kang
- Photographie : Hsu Chun-hung
- Musique : Wang Fo-lin
- Société de production : Shaw Brothers
- Pays d'origine : Hong Kong
- Langue originale : mandarin
- Format : Couleurs - 2,35:1 - Mono - 35 mm
- Genre : fantastique
- Durée : 111 min
- Date de sortie : 18 janvier 1966

## Distribution
- Yueh Hua : Sun Wukong
- Ho Fan : le moine Tang (Xuanzang)
- Pang Pang : Zhu Bajié, une créature cochonocéphale
- Diana Chang : mlle Gao, une jeune mariée
- Kao Pao-shu : une dame hospitalière
- Chiao Hsin-yen : Guanyin, une divinité païenne
- Lily Li : une soubrette
- Ku Feng : un serviteur de la famille Gao